# Itrio 90
El itrio-90 (90Y) es un isótopo de itrio. El itrio-90 tiene una amplia gama de usos en radioterapia para tratar algunas formas de cáncer.

## Desintegración
90Y sufre desintegración beta a circonio-90 con una vida media de 64,1 horas y una energía de descomposición de 2,28 MeV. También produce un 0,01% de fotones durante su proceso de descomposición, con una energía de 1.7 MeV. La interacción entre los electrones emitidos y la materia puede conducir a la emisión de radiación Bremsstrahlung.

## Producción
El itrio-90 es producido por la descomposición nuclear del estroncio-90, que tiene una vida media de casi 29 años y es un producto de fisión del uranio utilizado en reactores nucleares. A medida que el estroncio-90 se descompone, la separación química de alta pureza se utiliza para aislar el itrio-90 antes de la precipitación.

## Aplicaciones médicas
90Y juega un papel importante en el tratamiento del carcinoma hepatocelular (CHC), la leucemia y los linfomas, aunque tiene el potencial de tratar una variedad de tumores. La radioembolización transarterial es un procedimiento realizado por radiólogos en el que las microesferas se impregnan con 90Y y se inyectan en las arterias que irrigan el tumor. Las microesferas se alojan en los vasos sanguíneos que rodean el tumor y la radiación resultante daña el tejido. La radioembolización con 90Y prolonga significativamente el tiempo de progresión (TTP) del CHC, tiene un perfil de eventos adversos tolerable y mejora la calidad de vida del paciente más que otras terapias similares. El 90Y también se usa en el diagnóstico de tumores al obtener imágenes de la radiación Bremsstrahlung liberada por las microesferas.